# Skate-Leading Stars
Skate-Leading Stars (スケートリーディング☆スターズ, Sukēto Rīdingu☆Sutāzu) est une série d'animation japonaise créée par Gorō Taniguchi. Elle est une production conjointe entre les studios J. C. Staff et Bandai Visual dont les douze épisodes sont initialement diffusés au Japon entre le 10 janvier 2021 et le 28 mars 2021 sur Tokyo Metropolitan Television Broadcasting Corporation.
La série suit un groupe de trois lycéens qui concourent dans un sport coopératif fictif proche du patinage artistique, le skate-leading.
Dans les pays francophones, la série est diffusée par Wakanim. Dans les pays anglophones, elle est diffusée en simulcast par Crunchyroll tandis qu'une version doublée en anglais a été produite par Funimation.

## Trame

### Résumé
Skate-Leading Stars suit l'histoire de Kensei Maeshima, un collégien qui s'est retiré du monde du patinage artistique, à la suite d'une défaite humiliante qui lui a été infligée par son rival, Reo Shinozaki. Quelques années plus tard, Maeshima, désormais au lycée, aide les autres lycéens dans divers clubs sportifs, sans jamais se focaliser sur un sport en particulier. Il apprend par le biais d'une émission de télévision que Shinozaki abandonne sa carrière solo de patineur pour se lancer dans le skate-leading, une version compétitive et collective du patinage artistique. Dans ce sport, qui se joue par équipe de cinq, les patineurs doivent remporter des points techniques (basés sur leur synchronisation) et artistiques (basés sur leurs performances). Chaque poste dans l'équipe a un rôle différent, et doit effectuer des figures différentes.
Peu de temps après, Maeshima se fait aborder par Hayato Sasugai, un jeune homme qui affirme avoir besoin de son aide, et l'introduit au monde du skate-leading.

### Personnages
L'histoire est principalement centrée sur les trois personnages de Kensei Maeshima, Reo Shinozaki et Hayato Sasugai, tous patineurs artistiques. De nombreux personnages tiennent un rôle important, comme les différents membres de la famille des personnages principaux, ou les autres patineurs qu'ils rencontrent au cours des différentes compétitions.
Kensei Maeshima (前島 絢晴, Maeshima Kensei)
Kensei Maeshima est un passionné de patinage artistique. Après une défaite cuisante dans sa jeunesse, il décide de ne plus pratiquer ce sport. Doué, mais borné, il a un objectif en tête, battre Reo Shinozaki, qui est responsable de sa défaite lorsqu'il était jeune.
Reo Shinozaki (篠崎 怜鳳, Shinozaki Reo)

Reo Shinozaki est un surdoué du patinage artistique. Très arrogant, il est également peu à l'aise en société, et ne comprend pas les diverses interactions sociales,.
| |  |  |
| Gabriella Papadakis, Guillaume Cizeron, deux patineurs artistiques français, et Shoma Uno, un patineur artistique japonais. |  |  |

Hayato Sasugai (流石井 隼人, Sasugai Hayato)
Hayato Sasugai est le demi-frère de Reo, qu'il déteste. Pour cette raison, il forme une alliance avec Kensei dans le but de vaincre leur ennemi commun. Très calculateur, c'est également un amateur des statistiques, qu'il utilise dans toutes les situations. Aigri, il est prêt à tout pour vaincre son frère.

## Anime

### Développement et diffusion
L'anime est annoncé pour la première fois au public en décembre 2019. Gorō Taniguchi et Yana Toboso, déjà réunis pour la création de Code Geass, sont annoncés comme pilotant ce nouveau projet, un anime original basé sur une variation du patinage artistique. En mars 2020, plus d'informations sont mises à disposition du public concernant l'équipe de production, ainsi que sur le synopsis : Ryō Takahashi (en) est annoncé à la composition, Noboru Kimura au scénario et Toshinori Fukushima à la réalisation. Une vidéo promotionnelle est diffusée à la même occasion. Takao Sakuma est chargé de la composition et de la chanson du générique d'ouverture.
Initialement prévue pour juillet 2020, la sortie de la série animée est reprogrammée pour janvier 2021, en raison de la pandémie de Covid-19. Skate-Leading Stars sort finalement le 10 janvier 2021 sur la chaîne japonaise Tokyo MX, avant de sortir le 12 janvier 2021 sur MBS et BS11. La diffusion en simulcast à l'international est assurée deux semaines avant la diffusion au Japon, sur différents sites : Wakanim en France, en Allemagne et en Scandinavie, AnimeLab en Australie et Nouvelle Zélande et Funimation aux États-Unis, au Canada et au Royaume-Uni. Deux mois plus tard, en mars 2021, une version doublée en anglais est mise à disposition en simulcast.

### Liste des épisodes
| No | Titre français | Titre japonais | Titre japonais | Date de 1re diffusion |
| No | Titre français | Kanji          | Rōmaji         | Date de 1re diffusion |
| -- | -------------- | -------------- | -------------- | --------------------- |
| 1  | Pacte          | 盟約           | Meiyaku        | 10 janvier 2021       |
| 2  | Absence        | ブランク       | Bunraku        | 17 janvier 2021       |
| 3  | Égoïsme        | 自己中         | Jiko-chū       | 24 janvier 2021       |
| 4  | Stimulation    | 触発           | Shokuhatsu     | 31 janvier 2021       |
| 5  | Lien           | 絆             | Kizuna         | 7 février 2021        |
| 6  | Hésitation     | 逡巡           | Shunjun        | 17 février 2021       |
| 7  | Détermination  | 決断           | Ketsudan       | 21 février 2021       |
| 8  | Champion       | 王者           | Ōja            | 28 février 2021       |
| 9  | Leader         | ワンリード     | Wan Rīdo       | 7 mars 2021           |
| 10 | Finale         | ファイナル     | Fainaru        | 14 mars 2021          |
| 11 | Perfection     | 完全           | Kanzen         | 14 mars 2021          |
| 12 | Fraternité     | 盟友           | Meiyū          | 21 mars 2021          |

### Doublage

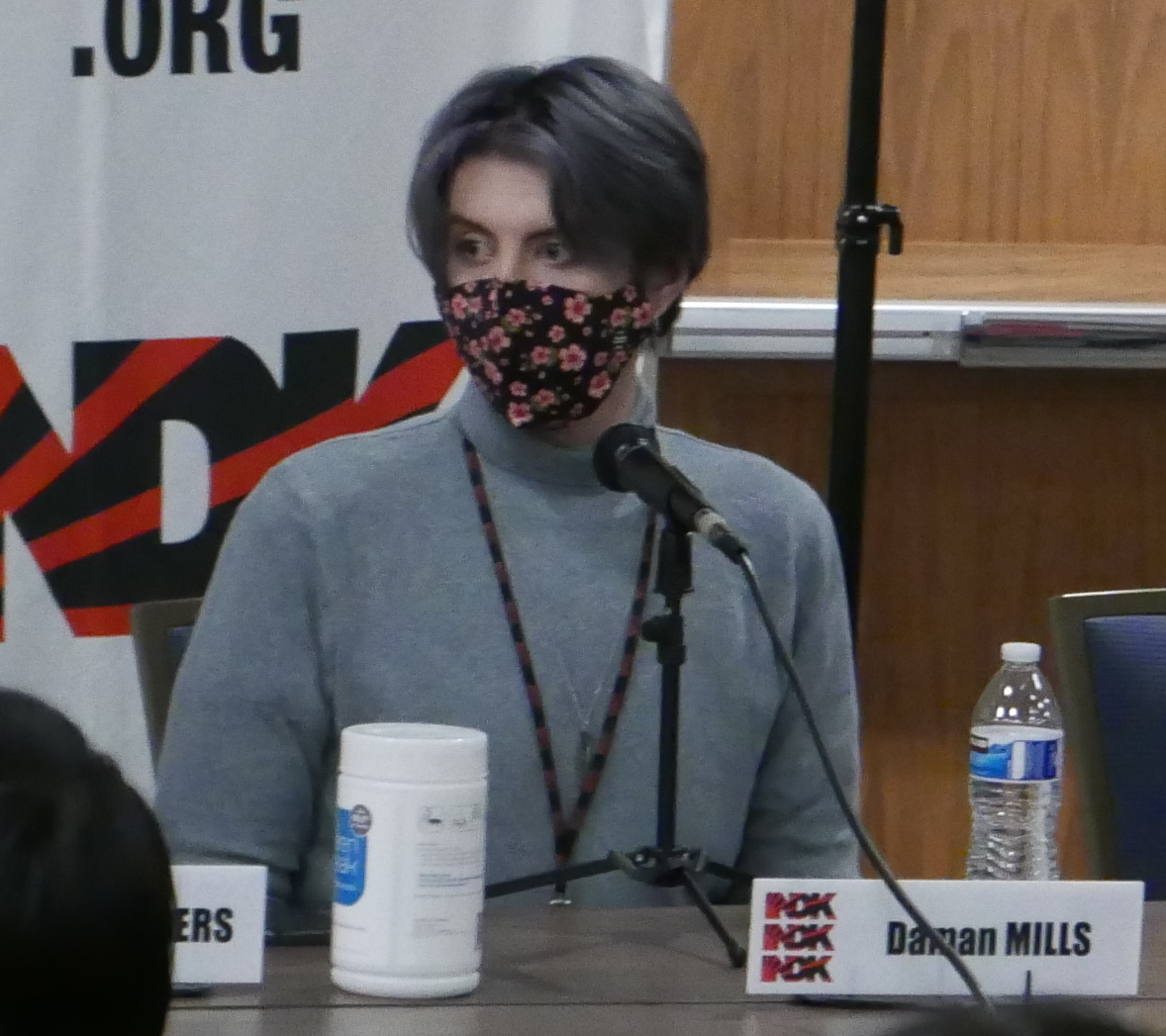
Daman Mills, interprète anglophone de Reo Shinozaki.

Les trois personnages principaux, Kensei Maeshima, Reo Shinozaki et Hayato Sasugai, sont respectivement doublés par Yūma Uchida (en), Hiroshi Kamiya et Makoto Furukawa (en).
L'anime reçoit également un doublage anglais, avec Stephen Fu dans le rôle de Maeshima, Jack Reeder dans le rôle de Sasugai, et Daman Mills (en) dans le rôle de Shinozaki.

## Adaptations
En mars 2020, une adaptation en manga de l'anime est annoncée, avec un scénario de Chiaki Nagaoka, déjà connue pour son rôle de scénariste dans la série de light novel Hakata Tonkotsu Ramens (en), et dessiné par Sumika Sumio. Publié dans Monthly G Fantasy (en), la publication commence en décembre 2020 et se termine en mars 2022.
Deux volumes reliés compilant les différents chapitres sortent respectivement en mai 2021 et en mai 2022,.
Une adaptation en pièce de théâtre est également produite en octobre 2021, suivant la trame narrative de l'anime.

## Accueil
Skate-Leading Stars reçoit des critiques mitigées à sa sortie. Parmi les principales critiques portées contre le titre, la caractérisation des personnages, jugés unidimensionnels par plusieurs critiques, ainsi que le manque d'originalité du titre sont mis en avant,.
Anthony Gramuglia, du site spécialisé Comic Book Resources, estime que Skate-Leading Stars pâlit surtout en comparaison des autres titres sportifs sorti au même moment, notamment SK∞ the Infinity ou encore Wave!! (en). Beaucoup de critiques comparent Skate-Leading Stars à Yuri on Ice, un autre anime de patinage artistique,.